# بوني ليونز
بوني ليونز (بالإنجليزية: Bonnie Lyons)‏ هي صحفية أمريكية، ولدت في 4 يوليو 1944.